# Rock Bottom (chanson de Lynsey de Paul et Mike Moran)
Pour les articles homonymes, voir Rock Bottom.
Chansons représentant le Royaume-Uni au Concours Eurovision de la chanson
Save Your Kisses for Me
(1976) The Bad Old Days
(1978)
Rock Bottom (« Tout au fond ») est une chanson interprétée par Lynsey de Paul et Mike Moran pour représenter le Royaume-Uni au Concours Eurovision de la chanson 1977 qui se déroulait à Londres au Royaume-Uni.
La chanson a également été enregistré en allemand sous le titre Für immer (« Pour toujours »). C'est la dernière fois — en 2018 — qu'une chanson britannique de l'Eurovision fut enregistrée entièrement dans une autre langue que l'anglais, la chanson britannique Flying the Flag (For You) de 2007 ayant, outre la version anglaise, plusieurs versions bilingues avec l'anglais.

## Concours Eurovision de la chanson
Elle est intégralement interprétée en anglais, langue nationale, comme l'impose la règle entre 1977 et 1998. L'orchestre est dirigé par Ronnie Hazlehurst.
Rock Bottom est la neuvième chanson interprétée lors de la soirée, après Portugal no coração (en) du groupe Os Amigos qui représentait le Portugal et avant Máthema solfege de Paschalis (el), Marianna (de), Robert et Bessy qui représentaient la Grèce. À l'issue du vote, elle a obtenu 121 points, se classant 2e sur 18 chansons,.

## Liste des titres
| A1. | Rock Bottom            | Lynsey de Paul, Mike Moran | Lynsey de Paul, Mike Moran | 2:54 |
| B1. | You Shouldn't Say That | Lynsey de Paul, Mike Moran | Lynsey de Paul, Mike Moran | 2:51 |

## Classements

### Classements hebdomadaires
| Classement (1977)                      | Meilleure position |
| -------------------------------------- | ------------------ |
| Allemagne (Media Control AG)           | 4                  |
| Autriche (Ö3 Austria Top 40)           | 2                  |
| Belgique (Flandre Ultratop 50 Singles) | 11                 |
| France (IFOP)                          | 15                 |
| Norvège (VG-lista)                     | 7                  |
| Pays-Bas (Nederlandse Top 40)          | 57                 |
| Royaume-Uni (UK Singles Chart)         | 19                 |
| Suède (Sverigetopplistan)              | 6                  |
| Suisse (Schweizer Hitparade)           | 1                  |

## Historique de sortie
| Pays ou région | Titre                 | Date      | Format   | Label            |
| -------------- | --------------------- | --------- | -------- | ---------------- |
| Royaume-Uni    | Rock Bottom           | mars 1977 | 45 tours | Polydor          |
| Allemagne      | Für immer Rock Bottom | 1977      | 45 tours | Polydor          |
| Autriche       | Rock Bottom           | 1977      | 45 tours | Polydor          |
| Belgique       | Rock Bottom           | 1977      | 45 tours | Polydor          |
| Espagne        | Rock Bottom           | 1977      | 45 tours | Polydor          |
| Finlande       | Rock Bottom           | 1977      | 45 tours | Polydor          |
| France         | Rock Bottom           | 1977      | 45 tours | Polydor          |
| Grèce          | Rock Bottom           | 1977      | 45 tours | Polydor          |
| Italie         | Rock Bottom           | 1977      | 45 tours | Polydor          |
| Pays-Bas       | Rock Bottom           | 1977      | 45 tours | Polydor          |
| Portugal       | Rock Bottom           | 1977      | 45 tours | Polydor          |
| Scandinavie    | Rock Bottom           | 1977      | 45 tours | Polydor          |
| Yougoslavie    | Rock Bottom           | 1977      | 45 tours | Polydor, PGP RTB |